# Валь-Гардена (хокейний клуб)
Хокейний клуб «Валь-Гардена» (італ. Hockey Club Gherdëina-Gardena) — хокейний клуб з м. Сельва-ді-Валь-Гардена в долині Валь-Гардена, Італія. Заснований у 1927 році. Виступає в Серії А. Домашні матчі проводить на «Естадіо Пранівес».

## Досягнення
- Чемпіон Італії — 4 рази

1969, 1976, 1980, 1981

## Історія
Клуб заснований 8 жовтня 1927 року. У чемпіонатах 1932–1986 років виступав у Серії А чемпіонату Італії. Шість сезонів відіграв у Серії В (1987–1992), з 2005 року постійно виступає у Серії А. У 1992 році ХК «Валь-Гардена» брав участь у Алпенлізі.
Клуб чотири рази ставав чемпіоном Італії.

## Відомі гравці
- Йозеф Страка